# Atrasana basistriga
Atrasana basistriga är en fjärilsart som beskrevs av Sergius G. Kiriakoff 1960. Atrasana basistriga ingår i släktet Atrasana och familjen tandspinnare. Inga underarter finns listade i Catalogue of Life.